# Una fiamma nel mio cuore
Una fiamma nel mio cuore (Une flamme dans mon coeur) è un film del 1987 diretto da Alain Tanner.

## Trama
Mercedes è un'attrice di teatro. Ha una relazione burrascosa con Johnny, giovane immigrato algerino estremamente possessivo e geloso, che la segue ovunque come un'ombra. Mercedes pur di liberarsene decide di andare a vivere in albergo e una sera, in metropolitana, incontra Pierre, un giornalista, e con lui inizia una nuova relazione. Per motivi di lavoro Pierre deve assentarsi due settimane da casa. Mercedes decide di attenderlo ma lentamente si lascia andare, non esce più di casa, mangia in continuazione, guarda la tv, si masturba. Taglia i fili del telefono isolandosi ulteriormente dal mondo, esegue uno spogliarello ad una "fiera locale" del paese, ballando insieme ad un peluche a forma di scimmia gigante davanti a numerosi immigrati nordafricani e al suo compagno che la osservano da dietro una vetrina, ed arriva a dimenticare i dialoghi della parte a teatro. Al suo ritorno Paul rimane impressionato dalla condizione di Mercedes e decide di portarla con sé nel successivo viaggio in Egitto. Una volta al Cairo, però, lei si ritroverà nuovamente a trascorrere le giornate da sola in giro per la città mentre lui è impegnato. Una sera Mercedes decide di non tornare in albergo, ma di recarsi ancora al Cairo, finalmente serena e sorridente.

## Contesto
Dopo aver girato Terra di nessuno nel 1985, Alain Tanner iniziò a lavorare per La valle fantasma, previsto per l'estate del 1986, ma a causa dei problemi di salute dell'attore Jean-Louis Trintignant, il regista svizzero rinviò la produzione e colse l'occasione per dedicarsi alle riprese di Una fiamma nel mio cuore, voluto e ideato dalla talentuosa attrice Myriam Mézières, la quale si ispira per la trama proprio a La vallée fantôme.

### Produzione
Tanner scrive in due giorni una trama di 15 pagine che contengono 30 scene, mentre i dialoghi vengono scritti solo 4 giorni prima dell'inizio delle riprese, che furono realizzate tra Parigi e Il Cairo in appena quattro settimane, nei mesi di gennaio e febbraio, e utilizzando un budget di 500.000 franchi dell'epoca. La pellicola fu prodotta in bianco e nero, in 16 mm, per adattarla all'interpretazione della protagonista Mercedes, impersonata proprio da Myriam Mézières. Nel film esordisce per la prima volta, sul grande schermo, l'attore teatrale Azize Kabouche.

## Distribuzione

### Data di uscita
Il film è uscito per la prima volta in Francia, nelle sale cinematografiche, il 3 giugno 1987. Tra luglio e agosto, fu distributo in Svizzera e successivamente, tra il 1987 e il 1989, in Spagna, Germania, Svezia e Stati Uniti.

## Accoglienza

### Critica
La pellicola incassò recensioni positive e ricevette una buona accoglienza, soprattutto in Europa, nonostante una parte della critica francese non apprezzasse il narcisismo e l'esibizionismo della protagonista Mercedes, in particolare le sue scene di sesso e di nudo.